# (2500) Alascattalo
(2500) Alascattalo (1926 GC; 1927 TA; 1946 FB; 1981 VD) ist ein ungefähr 16 Kilometer großer Asteroid des äußeren Hauptgürtels, der am 2. April 1926 vom deutschen (damals: Weimarer Republik) Astronomen Karl Wilhelm Reinmuth an der Landessternwarte Heidelberg-Königstuhl auf dem Westgipfel des Königstuhls bei Heidelberg (IAU-Code 024) entdeckt wurde.

## Benennung
(2500) Alascattalo wurde am 21. November 1991 nach dem Alascattalo, einem Chimära (mythologisches Mischwesen) zwischen einem Elch und einem Walross benannt. Dieses Wesen sei um 1900 von Bergleuten im Klondike-Goldrausch gezüchtet worden. Am Alascattalo Day, dem ersten Sonntag nach dem dritten Samstag im November, findet jedes Jahr um drei Uhr nachmittags eine vierminütige Parade statt, die sich nur über eine Gasse erstreckt.